# Enrique Oyarzún Mondaca
Enrique Oyarzún Mondaca (Vallenar, 20 de junio de 1867 - Santiago, 19 de agosto de 1949) fue un abogado y político chileno.

## Primeros años de vida
Hijo de Pedro Oyarzún y Santos Mondaca. Estudió en el Liceo de Santiago y cursó Leyes en la Universidad de Chile, donde obtuvo su diploma profesional en 1892. Profesor de Castellano en el "Liceo de Concepción" (actual Liceo Enrique Molina Garmendia) entre 1893 y 1909. Además fue profesor de Filosofía del Derecho en el curso de Leyes del mismo establecimiento. Dicho curso de leyes del Liceo de Concepción fue la base de la actual Facultad de Derecho de la Universidad de Concepción.

## Vida pública
Director del Instituto Técnico y Comercial de Concepción (que actualmente y en su honor se llama "Instituto Superior de Comercio de Concepción, don Enrique Oyarzún Mondaca") entre 1905 y 1909. Fue militante del Partido Radical, donde destacó por su personalidad de servidor público, por su talento, ilustración y la tranquilidad de político, pensador e ilustrado.
En 1914 fue llamado al gobierno por el Presidente Ramón Barros Luco, a ocupar la cartera de Hacienda, una difícil tarea la reorganización financiera de un alicaído país a causa del inicio de la Primera Guerra Mundial en Europa.
- Diputado por Rere y Puchacay (1915-1918), integrando las comisiones permanentes de Instrucción Pública, de Hacienda y Asistencia Pública.

- Diputado por Copiapó, Vallenar, Freirina y Chañaral en dos períodos consecutivos (1918-1924). Miembro de la comisión permanente de Constituión y Legislación y la de Hacienda.

- Ministro interino de Hacienda en la administración de Juan Luis Sanfuentes (marzo-junio de 1920) y de nuevo en el gobierno de Arturo Alessandri (mayo-agosto 1921).

- Senador por Ñuble, Concepción y Biobío (1924-1930), sin embargo el Congreso Nacional sería disuelto el 11 de septiembre de 1924 sin poder terminar su período senatorial. Desde entonces colaboró en la reorganización de las fuerzas radicales y la reconstrucción del partido.

- Presidente del Partido Radical, organizó tres convenciones con potentes discursos que incrementaron el apoyo al radicalismo.

- Senador por Ñuble, Concepción y Biobío (1926-1934), fue Presidente del Senado (1 de marzo de 1926-15 de mayo de 1930). Integró la comisión permanente de Presupuesto. Sin embargo, un nuevo movimiento revolucionario estalló el 4 de junio de 1932 y fue disuelto el Congreso Nacional, quedando inconcluso su nuevo período senatorial.

Entre otras actividades, fue Presidente del Banco Central de Chile, durante la presidencia del radical Pedro Aguirre Cerda (1938-1941).

## Epónimos
- Liceo Comercial Enrique Oyarzún Mondaca ciudad de Concepción